# Detta är den dag som Herren har gjort
Detta är den dag som Herren har gjort är en psaltarpsalm med text från Psaltaren 118:24 (omkväde) och Psaltaren 100 (verser). Musiken är komponerad 1979 av Roland Forsberg.

## Publicerad i
- Psalmer och Sånger 1987 som nummer 762 under rubriken "Psaltarpsalmer och andra sånger ur bibeln".[1]